# Loenpo Gang
Le Loenpo Gang, ou Lönpo Gang, est un sommet à la frontière entre le Népal et la Chine se situant en Himalaya. Il culmine à 6 979 mètres d'altitude. Il se situe à quelques kilomètres du Dorje Lhakpa.